# Hästholmen, Kyrkslätt
Hästholmen, finska: Hevossaari, är en ö i Finland. Den ligger i Finska viken och i kommunen Kyrkslätt i landskapet Nyland, i den södra delen av landet. Ön ligger omkring 36 kilometer väster om Helsingfors.
Öns area är 4,1 hektar och dess största längd är 330 meter i nord-sydlig riktning.